# Aathbiskot
Aathbiskot – gaun wikas samiti w zachodniej części Nepalu w strefie Rapti w dystrykcie Rukum. Według nepalskiego spisu powszechnego z 2001 roku liczył on 1272 gospodarstw domowych i 7110 mieszkańców (3459 kobiet i 3651 mężczyzn).